# Sistema d'Integració Centreamericana
El Sistema d'Integració Centreamericana és un organisme internacional creat pels estats de Belize, Costa Rica, El Salvador, Guatemala, Honduras i Nicaragua i té com a principals socis comercials Estats Units, Mèxic i la Unió Europea. La quarta part dels intercanvis, però, són entre els Estats membres. Al SICA es va adherir la República Dominicana com a país associat i, posteriorment, van ingressar a l'organisme Mèxic, Xile i Brasil com països observadors regionals, així com Taiwan, Espanya, Alemanya i Japó com països observadors internacionals.
El projecte de Tractat Únic del Sistema d'Integració Centreamericana no ha sigut ni negociat ni ratificat pels Estats membres des de la seva presentació l'abril del 1999.

## Objectius principals
El Sistema d'Integració Centreamericana (en castellà SICA) té per objectiu fonamental aconseguir la integració d'Amèrica Central per constituir-la en una regió de pau, llibertat, democràcia i desenvolupament. Té com a propòsits:
- Consolidar la democràcia i enfortir les seves institucions sobre la base de l'existència de governs electes per sufragi universal, lliure i secret, i de l'estricte respecte als drets humans.
- Concretar un nou model de seguretat regional basat en un balanç raonable de forces, l'enfortiment del poder civil i la superació de la pobresa extrema; la promoció del desenvolupament sostingut i la protecció de l'ambient; l'erradicació de la violència, la corrupció, el terrorisme, el narcotràfic i el tràfic d'armes.
- Impulsar un règim ampli de llibertat que asseguri el desenvolupament ple i harmoniós de l'individu i de la societat en el seu conjunt.
- Aconseguir un Sistema regional de benestar i justícia econòmica i social per als pobles d'Amèrica Central.
- Aconseguir una unió econòmica i enfortir el sistema financer d'Amèrica Central.
- Enfortir la regió com a bloc econòmic para, d'aquesta forma, ingressar triomfalment en l'economia internacional.
- Reafirmar i consolidar l'autodeterminació d'Amèrica Central en les seves relacions exteriors, mitjançant una estratègia única que enforteixi i ampliï la participació de la regió, en el seu conjunt, en l'àmbit internacional.
- Promoure, en forma harmònica i equilibrada, el desenvolupament sostingut econòmic, social, cultural i polític dels Estats membres i de la regió.
- Establir accions concertades dirigides a la preservació de l'ambient mitjançant el respecte i l'harmonia amb la naturalesa, assegurant el desenvolupament equilibrat i l'explotació racional dels recursos naturals, amb la intenció de l'establiment d'un Nou Ordre Ecològic a la regió.
- Conformar el Sistema de la Integració Centreamericana sustentat en un ordenament institucional i jurídic, i fonamentat així mateix en el respecte mutu entre els Estats membres.